# Rebaudiosid A
Rebaudiosid A ist ein Steviol-Glycosid und findet sich in den Blättern von Stevien-Pflanzen, vorwiegend dem Süßkraut Stevia rebaudiana. Es ist zusammen mit Steviosid Hauptbestandteil des Süßstoff-Gemischs Stevia, das – je nach Anbaugebiet und Pflanzensorte – sieben bis zehn weitere Steviolglycoside enthalten kann. Hervorzuheben sind die positiven sensorischen Eigenschaften des Rebaudiosid-A. Es ist das süßeste, und am wenigsten bittere Glycosid der Pflanzen. Daher ist bei Stevia-Produkten ein hoher Anteil des Stoffes wünschenswert. Gegenwärtig stellt eine Reinheit von 98 % die höchstmögliche Konzentration von Rebaudiosid A in Stevia Produkten dar, weil es mit aktuellen Verfahren nicht gelingt, die anderen Steviolglycoside vollständig zu entfernen.
Rebaudiosid-A wurde erstmals 1900 durch Ovidio Rebaudi isoliert und später ihm zu Ehren benannt. Strukturell ähnelt es dem giftigen Atractylosid, mehr noch dem Wedelosid.